# محافظان و آدمکش‌ها
محافظان و آدمکش‌ها (انگلیسی: Bodyguards and Assassins) فیلمی در ژانر اکشن و رزمی به کارگردانی تدی چان است که در سال ۲۰۰۹ منتشر شد.

## بازیگران
- دانی ین
- نیکلاس تسه
- هو جون
- سیمون یام
- فن بینگ‌بینگ
- کانگ لی
- منگکه باته‌ئر
- کیت تسوئی
- تونی لیانگ کا-فای